# لانس آکورد
لانس آکورد (انگلیسی: Lance Acord؛ زادهٔ ۹ سپتامبر ۱۹۶۴) فیلم‌بردار، و تهیه‌کننده فیلم اهل ایالات متحده آمریکا است.

## فیلم‌شناسی
- God's Pocket (۲۰۱۴) (تهیه‌کننده، فیلم‌بردار)
- جایی که موجودات وحشی هستند (۲۰۰۹)
- ماری آنتوانت (۲۰۰۶)
- ازدست‌رفته در ترجمه (۲۰۰۳)
- اقتباس (۲۰۰۲)
- زندگی‌های خطرناک پسران آلتر (۲۰۰۲)
- Southlander (۲۰۰۱)
- جان مالکوویچ بودن (۱۹۹۹)
- Amarillo by Morning (۱۹۹۸)
- بوفالو ۶۶ (۱۹۹۸)
- Road Movie (۱۹۹۶)